# Kršenje autorskih prava
Kršenje autorskih prava (kolokvijalno zvano piratstvo ili piraterija) upotreba je radova zaštićenih zakonom o autoriskim pravima bez dozvole za upotrebu gde je takvo dopuštenje potrebno, čime se na taj način povređuju određena ekskluzivna prava dodeljena vlasniku autorskih prava, kao što je pravo reprodukcije, distribucije, prikazivanja ili izvođenja zaštićenog dela ili pravljenja izvedenih dela. Nosilac autorskih prava obično je tvorac dela, izdavač ili druga kompanija kojoj su autorska prava dodeljena. Nosioci autorskih prava rutinski se pozivaju na zakonske i tehnološke mere radi sprečavanja i kažnjavanja kršenja autorskih prava.
Sporovi o kršenju autorskih prava obično se rešavaju direktnim pregovaranjem, procesom obaveštenja i uklanjanja, ili sudskim sporom pred građanskim sudom. Masovna ili velika komercijalna kršenja, posebno kada se radi o falsifikovanju, ponekad se progone putem krivičnog pravosudnog sistema. Promena javnih očekivanja, napredak digitalne tehnologije i sve veći doseg Interneta doveli su do tako raširenog, anonimnog kršenja zakona da se industrije zavisne od autorskih prava sada u manjoj meri fokusiraju na potragu za pojedincima koji onlajn traže i dele sadržaj zaštićen autorskim pravima, a u većoj meri na proširivanje zakona o autorskim pravima tako da se prepoznaju i kažnjavaju kao posredni prekršitelji pružaoci usluga i distributeri softvera za koje se kaže da olakšavaju i podstiču pojedinačna dela kršenja od strane drugih.
Procene stvarnog ekonomskog uticaja kršenja autorskih prava jako se razlikuju i zavise od mnogih faktora. Ipak, nosioci autorskih prava, predstavnici industrije i zakonodavci dugo su karakterisali kršenje autorskih prava kao piratstvo ili krađu - jezik koji neki američki sudovi sada smatraju pežorativnim ili na drugi način spornim.

## Terminologija
Izrazi piratstvo i krađa često su povezani sa kršenjem autorskih prava. Prvobitno značenje piraterije je „pljačka ili ilegalno nasilje na moru”, ali taj se termin vekovima koristi kao sinonim za dela kršenja autorskih prava. Krađa naglašava potencijalnu komercijalnu štetu od kršenja autorskih prava. Međutim, autorska prava su vrsta intelektualne svojine, oblast prava koja se razlikuje od one koja obuhvata pljačku ili krađu, krivična dela koja se odnose samo na materijalnu imovinu. Ne dovode sva kršenja autorskih prava do komercijalnih gubitaka, i američki Vrhovni sud presudio je 1985. da se kršenje autoriskih prava ne može lako izjednačiti sa krađom.
Ovo je dublje razmatrano u slučaju MPAA protiv Hotfajla, gde je sudija Katlin M. Vilijams odobrila zahtev da se MPAA liši upotrebe reči čiji pojava je bila prevashodno „pežorativna”. Na ovoj listi je bila reč „piratstvo”, čija upotreba, kako je zahtev odbrane naveo, ne služi nikakvoj sudskoj svrsi, već da zabludi i nadraži porotu.

### „Piratstvo”
Izraz „piratstvo” korišćen je za neovlašćeno kopiranje, distribuciju i prodaju dela zaštićenih autorskim pravima. Praksa da se kršenje ekskluzivnih prava na kreativnim delima označava kao „piratstvo” prethodila je statutornim zakonima o autorskim pravima. Pre uspostavljanja Statuta kraljice Ane iz 1710. godine, Stationers' Company iz Londona 1557. godine dobila je kraljevsku povelju kojom je kompaniji dat monopol na objavljivanje i bila je zadužena za sprovođenje povelje. Član 61 iz 1994. godine Sporazuma o trgovinskim aspektima prava intelektualne svojine (TRIPs) zahteva krivične postupke i kazne u slučajevima „namernog falsifikovanja žiga ili piratskog kršenja autorskih prava u komercijalnom obimu.” Piratstvo se tradicionalno odnosi na dela kršenja autorskih prava, namerno počinjena radi finansijske dobiti, iako su u novije vreme vlasnici autorskih prava opisali onlajn kršenje autorskih prava, posebno u vezi sa distribucijom datoteka na računarskim mrežama, kao „piratstvo”. Ričard Stolman i GNU projekat kritikovali su upotrebu reči „piratstvo” u tim situacijama, rekavši da izdavači koriste reč da bi se pozvali na „kopiranje koje ne odobravaju” i da „oni [izdavači] podrazumevaju da je to etički ekvivalentno napadima brodova na otvorenom moru, otmici i ubijanju ljudi na njima.”

### „Krađa”
Vlasnici autorskih prava često nazivaju kršenje autorskih prava krađom. U zakonu o autorskim pravima kršenje se ne odnosi na krađu fizičkih predmeta kojim se oduzima vlasnički imetak, već na slučaj u kome neko upotrebljava jedno od ekskluzivnih prava vlasnika autorskih prava bez odobrenja. Sudovi razlikuju kršenje autorskih prava i krađu. Na primer, Vrhovni sud Sjedinjenih Američkih Država presudio je u slučaju Dauling protiv Sjedinjenih Država (1985) da švercovani fonorekordi nisu ukradena imovina. Umesto toga,

„kršenje u autorskih prava se ne može lako poistovetiti sa krađom, konverzijom ili prevarama. Zakon o autorskim pravima čak koristi poseban izraz da bi definisao nekoga ko zloupotrebljava autorska prava: [...] prekršilac autorskih prava.”

Sud je zauzeo stanovište da su u slučaju kršenja autorskih prava delokrug zagarantovan vlasniku autorskih prava zakonom o autorskim pravima - određena ekskluzivna prava - ugrožena, ali da nikakva kontrola, fizička ili drugačija, nije preuzeta nad autorskim pravima, niti je nosioc autorskih prava u potpunosti ližen upotrebe autorskih prava, niti ostvarivanja držanih ekskluzivnih prava.
Presudom suda iz Istočne Nemačke iz 1979. godine utvrđeno je da softver nije „ni naučni rad niti stvaralačko dostignuće“ i da nije podoban za zaštitu autorskih prava.

## Literatura
- Hamerman, Sarah (11. 9. 2015). „PIRATE LIBRARIES and the fight for open information”. The Media.
- Deka, Maitrayee (2017). „Calculation in the pirate bazaars” (PDF). Journal of Cultural Economy. 10 (5): 450—461. S2CID 56318191. doi:10.1080/17530350.2017.1352009.
- Horten, Monica (2012). The Copyright Enforcement Enigma – Internet Politics and the Telecoms Package. Palgrave Macmillan. ISBN 978-0-230-32171-7.
- Johns, Adrian (2009). Piracy. The Intellectual Property Wars from Gutenberg to Gates. The University of Chicago Press. ISBN 978-0-226-40118-8.
- Karaganis, Joe, ур. (2011). Media Piracy in Emerging Economies. Social Science Research Council. ISBN 978-0-9841257-4-6.
- Rosen, Ronald (2008). Music and Copyright. Oxford Oxfordshire: Oxford University Press. ISBN 978-0-19-533836-2.
- Eaton S. Drone, A Treatise on the Law of Property in Intellectual Productions, Little, Brown, & Co. (1879).
- Dietrich A. Loeber. „"Socialist" Features of Soviet Copyright Law”. Columbia Journal of Transnational Law. 23: 297—313,. 1984..
- Joseph Lowenstein (2002). The Author's Due : Printing and the Prehistory of Copyright. University of Chicago Press.
- Christopher May, "The Venetian Moment: New Technologies, Legal Innovation and the Institutional Origins of Intellectual Property", Prometheus, 20(2), 2002.
- Millar v. Taylor, 4 Burr. 2303, 98 Eng. Rep. 201 (K.B. 1769).
- Lyman Ray Patterson (1968). Copyright in Historical Perspective. Vanderbilt University Press.
- Eric Anderson (2010). Pimps and Ferrets: Copyright and Culture in the United States, 1831–1891.. https://archive.org/details/PimpsAndFerretsCopyrightAndCultureInTheUnitedStates1831-1891
- Brendan Scott (септембар 2001). „Copyright in a Frictionless World”. First Monday. 6 (9)., http://firstmonday.org/issues/issue6_9/scott/index.html Архивирано на веб-сајту  (7. фебруар 2012).
- Charles Forbes René de Montalembert, The Monks of the West from St Benedict to St Bernard, William Blackwood and Sons, London, 1867, Vol III.
- Augustine Birrell (1899). Seven Lectures on the Law and History of Copyright in Books., Rothman Reprints Inc., 1899 (1971 reprint).
- Drahos, Peter; Braithwaite, John (2003). Information Feudalism: Who Owns the Knowledge Economy?. New Press. ISBN 1-56584-804-7.
- Paul Edward Geller (2000). International Copyright Law and Practice., Matthew Bender.
- Computer Associates International, Inc. v. Altai, Inc., 982 F.2d 693 (2d Cir. 1992)
- Armstrong, Elizabeth. Before Copyright: the French book-privilege system 1498-1526. Cambridge University Press. (Cambridge: 1990)
- Siegrist, Hannes. „The History and Current Problems of Intellectual Property (1600–2000)”.  Ур.: Axel Zerdick. E-merging Media. Communication and the Media Economy of the Future.. Heidelberg 2004, p. 311–329.
- Gantz, John; Rochester, Jack B. (2005). Pirates of the Digital Millennium: How the Intellectual Property Wars Damage Our Personal Freedoms, Our Jobs, and the World Economy. Upper Saddle River: Prentice Hall/Financial Times. ISBN 0-13-146315-2.
- Löhr, Isabella, Intellectual cooperation in transnational networks: the league of nations and the globalization of intellectual property rights, in: Mathias Albert ... (eds.), Transnational political spaces. agents - structures - encounters, Frankfurt/Main 2009, p. 58–88.
- Deazley, Ronan; Kretschmer, Martin; Bently, Lionel (2010). Privilege and Property: Essays on the History of Copyright. Cambridge: Open Book Publishers. ISBN 978-1-906924-18-8.
- Selle, Hendrik; "Open Content? Ancient Thinking on Copyright", Revue internationale de droit de l’Antiquité 55 (2008) 469-84.

## Spoljašnje veze
- -author= -